# Оројо Колорадо Естејтс (Тексас)
Оројо Колорадо Естејтс (енгл. Arroyo Colorado Estates) насељено је место без административног статуса у америчкој савезној држави Тексас.

## Демографија
По попису из 2010. године број становника је 997, што је 242 (32,1%) становника више него 2000. године.
| Група             | 2000.       | 2010.       |
| Белци             | 26 (3,4%)   | 27 (2,7%)   |
| Афроамериканци    | 3 (0,4%)    | 5 (0,5%)    |
| Азијати           | 0 (0,0%)    | 0 (0,0%)    |
| Хиспаноамериканци | 729 (96,6%) | 964 (96,7%) |
| Укупно            | 755         | 997         |